# Georges Déjardin (physicien)
Pour les articles homonymes, voir Dejardin.
Georges Déjardin est un physicien français né le 30 juin 1893 à Roye (Somme) et mort le 12 avril 1977 à Salzbourg. 

## Biographie
Reçu premier à l'agrégation de sciences physiques en 1919, Georges Déjardin passe sa thèse de doctorat en sciences physiques en 1924, dans le laboratoire d'Eugène Bloch. Elle est consacrée à « L'excitation des spectres des gaz monoatomiques ». 
En 1930, Georges Déjardin est nommé professeur à Lyon, sur la chaire de physique générale (il cessera ses fonctions en 1969). Il crée et dirige le « Laboratoire de physique atomique et moléculaire ». 
Déjardin est ensuite conseiller de la société Fotos-Grammont, pour laquelle il travaille sur les cellules photoélectriques. Il est élu correspondant de l'Académie des sciences le 8 juillet 1963 (section de physique générale).

## Distinctions et récompenses
- Prix Louis Ancel 1924. (ce prix récompense le meilleur travail présenté chaque année sur les radiations)[3].
- Chevalier de la Légion d'honneur  (1937), officier (1948),
- Commandeur de l’ordre des Palmes académiques (1961)

## Publications
- Georges Déjardin, Les quanta, Armand Colin, 1941, 224 p.
- Georges Déjardin, Guy Mesnard, Robert Uzan, Bernard Cabaux, « Spectrométrie de masse.  Contribution à l'étude de l'évolution des matériaux émissifs des cathodes à oxydes alcalino-ferreux », Comptes-rendus de l'académie des sciences, tome 255, juillet-décembre 1962   p.1712
- Georges Déjardin, « La photographie directe ou indirecte des spectres infrarouges » in Bulletin de l'union des physiciens ; journées d'études de physique de Lyon 45e année n°398 avril-juin 1951, France 1951 Book condition 135 p.